# Europaspiele 2015/Teilnehmer (Belgien)
| Gelbes Symbol für Goldmedaillen mit stilisierten Olympischen Ringen | Graues Symbol für Silbermedaillen mit stilisierten Olympischen Ringen | Braundes Symbol für Bronzemedaillen mit stilisierten Olympischen Ringen |
| ------------------------------------------------------------------- | --------------------------------------------------------------------- | ----------------------------------------------------------------------- |
| 4                                                                   | 4                                                                     | 3                                                                       |

Belgien nahm in Baku an den Europaspielen 2015 teil. Von dem Belgischen Olympischen und Interföderalen Komitee wurden 117 Athleten in 20 Sportarten nominiert.

## Badminton
| Athleten                        | Wettbewerb | Gruppenphase                       | Gruppenphase        | Gruppenphase | Gruppenphase | Achtelfinale      | Achtelfinale | Viertelfinale                  | Viertelfinale       | Halbfinale                | Halbfinale          | Finale          | Finale             | Rang   |
| Athleten                        | Wettbewerb | Gegner                             | Ergebnis            | Punkte       | Rang         | Gegner            | Ergebnis     | Gegner                         | Ergebnis            | Gegner                    | Ergebnis            | Gegner          | Ergebnis           | Rang   |
| ------------------------------- | ---------- | ---------------------------------- | ------------------- | ------------ | ------------ | ----------------- | ------------ | ------------------------------ | ------------------- | ------------------------- | ------------------- | --------------- | ------------------ | ------ |
| Frauen                          |            |                                    |                     |              |              |                   |              |                                |                     |                           |                     |                 |                    |        |
| Lianne Tan                      | Einzel     | Kristīne Šefere                    | 21:11, 21:8         | 4            | 2            | Kristína Ludíková | 21:16, 21:18 | Delphine Lansac                | 16:21, 21:16, 21:15 | Clara Azurmendi           | 16:21, 21:19, 21:13 | Line Kjærsfeldt | 21:18, 19:21, 9:21 | Silber |
| Lianne Tan                      | Einzel     | Kati Tolmoff                       | 17:21, 21:12, 21:13 | 4            | 2            | Kristína Ludíková | 21:16, 21:18 | Delphine Lansac                | 16:21, 21:16, 21:15 | Clara Azurmendi           | 16:21, 21:19, 21:13 | Line Kjærsfeldt | 21:18, 19:21, 9:21 | Silber |
| Lianne Tan                      | Einzel     | Chloe Magee                        | 21:11, 20:22, 12:21 | 4            | 2            | Kristína Ludíková | 21:16, 21:18 | Delphine Lansac                | 16:21, 21:16, 21:15 | Clara Azurmendi           | 16:21, 21:19, 21:13 | Line Kjærsfeldt | 21:18, 19:21, 9:21 | Silber |
| Steffi Annys Flore Vandenhoucke | Doppel     | Ieva Pope Kristīne Šefere          | 21:13, 21:17        | 4            | 2            | –                 | –            | Gabriela Stoeva Stefani Stoeva | 7:21, 11:21         | Lena Grebak Maria Helsbøl | 21:14, 14:21, 21:9  | –               | –                  |        |
| Steffi Annys Flore Vandenhoucke | Doppel     | Lena Grebak Maria Helsbøl          | 21:14, 12:21, 10:21 | 4            | 2            | –                 | –            | Gabriela Stoeva Stefani Stoeva | 7:21, 11:21         | Lena Grebak Maria Helsbøl | 21:14, 14:21, 21:9  | –               | –                  |        |
| Steffi Annys Flore Vandenhoucke | Doppel     | Yelyzaveta Zharka Natalya Voytsekh | 21:18, 21:17        | 4            | 2            | –                 | –            | Gabriela Stoeva Stefani Stoeva | 7:21, 11:21         | Lena Grebak Maria Helsbøl | 21:14, 14:21, 21:9  | –               | –                  |        |
| Männer                          |            |                                    |                     |              |              |                   |              |                                |                     |                           |                     |                 |                    |        |
| Yuhan Tan                       | Einzel     | Gergely Krausz                     | 21:15, 21:13        | 6            | 1            | Michał Rogalski   | 21:12, 21:16 | Kęstutis Navickas              | 14:21, 6:21         | –                         | –                   | –               | –                  |        |
| Yuhan Tan                       | Einzel     | Scott Evans                        | 21:14, 13:21, 13:21 | 6            | 1            | Michał Rogalski   | 21:12, 21:16 | Kęstutis Navickas              | 14:21, 6:21         | –                         | –                   | –               | –                  |        |
| Yuhan Tan                       | Einzel     | Georgios Charalambidis             | 21:10, 21:12        | 6            | 1            | Michał Rogalski   | 21:12, 21:16 | Kęstutis Navickas              | 14:21, 6:21         | –                         | –                   | –               | –                  |        |
| Matijs Dierickx Freek Golinski  | Doppel     | Liliyan Mihaylov Mihail Mihaylov   | 21:6, 21:15         | 6            | 1            | –                 | –            | Joshua Magee Sam Magee         | 21:23, 21:19, 15:21 | –                         | –                   | –               | –                  |        |
| Matijs Dierickx Freek Golinski  | Doppel     | Gennadiy Natarov Artem Pochtarev   | 23:21, 22:20        | 6            | 1            | –                 | –            | Joshua Magee Sam Magee         | 21:23, 21:19, 15:21 | –                         | –                   | –               | –                  |        |
| Matijs Dierickx Freek Golinski  | Doppel     | Miłosz Bochat Paweł Pietryja       | 21:16, 22:20        | 6            | 1            | –                 | –            | Joshua Magee Sam Magee         | 21:23, 21:19, 15:21 | –                         | –                   | –               | –                  |        |
| Mixed                           |            |                                    |                     |              |              |                   |              |                                |                     |                           |                     |                 |                    |        |
| Steffi Annys Floris Oleffe      | Doppel     | Céline Burkart Oliver Schaller     | 21:13, 21:23, 23:25 | 0            | 4            | –                 | –            | –                              | –                   | –                         | –                   | –               | –                  |        |
| Steffi Annys Floris Oleffe      | Doppel     | Nina Vislova Vitaliy Durkin        | 5:21, 8:21          | 0            | 4            | –                 | –            | –                              | –                   | –                         | –                   | –               | –                  |        |
| Steffi Annys Floris Oleffe      | Doppel     | Aneta Wojtkowska Paweł Pietryja    | 17:21, 10:21        | 0            | 4            | –                 | –            | –                              | –                   | –                         | –                   | –               | –                  |        |

## Basketball 3×3
| Athleten                                                         | Gruppenphase                               | Achtelfinale | Achtelfinale | Viertelfinale | Viertelfinale | Halbfinale | Halbfinale | Finale/Spiel um Bronze | Finale/Spiel um Bronze | Rang |
| Athleten                                                         | Gruppenphase                               | Gegner       | Ergebnis     | Gegner        | Ergebnis      | Gegner     | Ergebnis   | Gegner                 | Ergebnis               | Rang |
| ---------------------------------------------------------------- | ------------------------------------------ | ------------ | ------------ | ------------- | ------------- | ---------- | ---------- | ---------------------- | ---------------------- | ---- |
| Frauen                                                           |                                            |              |              |               |               |            |            |                        |                        |      |
| Hind Ben Abdelkader Sara Leemans Anne-Sophie Strubbe Ann Wauters | Tschechien 15:19 Ukraine 12:17 Türkei 19:9 | Slowenien    | 11:14        | –             | –             | –          | –          | –                      | –                      |      |
| Männer                                                           |                                            |              |              |               |               |            |            |                        |                        |      |
| Nick Celis Anthony Chada Domien Loubry Thierry Marien            | Spanien 13:20 Russland 12:21 Türkei 21:20  | Griechenland | 12:21        | –             | –             | –          | –          | –                      | –                      |      |

## Bogenschießen
| Athleten        | Wettbewerb | Platzierungsrunde | Platzierungsrunde | 1. Runde (64er) | 1. Runde (64er) | 2. Runde (32er)        | 2. Runde (32er) | Achtelfinale | Achtelfinale | Viertelfinale | Viertelfinale | Halbfinale | Halbfinale | Finale/Spiel um Bronze | Finale/Spiel um Bronze | Rang |
| Athleten        | Wettbewerb | Ringe             | Rang              | Gegner          | Ergebnis        | Gegner                 | Ergebnis        | Gegner       | Ergebnis     | Gegner        | Ergebnis      | Gegner     | Ergebnis   | Gegner                 | Ergebnis               | Rang |
| --------------- | ---------- | ----------------- | ----------------- | --------------- | --------------- | ---------------------- | --------------- | ------------ | ------------ | ------------- | ------------- | ---------- | ---------- | ---------------------- | ---------------------- | ---- |
| Männer          |            |                   |                   |                 |                 |                        |                 |              |              |               |               |            |            |                        |                        |      |
| Robin Ramaekers | Einzel     | 661               | 21                | Fatih Bozlar    | 6 : 4           | Miguel Alvarino Garcia | 0 : 6           | –            | –            | –             | –             | –          | –          | –                      | –                      |      |

## Boxen
| Athleten           | Wettbewerb               | 1. Runde (32er) | 1. Runde (32er) | Achtelfinale | Achtelfinale | Viertelfinale | Viertelfinale | Halbfinale | Halbfinale | Finale | Finale   | Rang |
| Athleten           | Wettbewerb               | Gegner          | Ergebnis        | Gegner       | Ergebnis     | Gegner        | Ergebnis      | Gegner     | Ergebnis   | Gegner | Ergebnis | Rang |
| ------------------ | ------------------------ | --------------- | --------------- | ------------ | ------------ | ------------- | ------------- | ---------- | ---------- | ------ | -------- | ---- |
| Männer             |                          |                 |                 |              |              |               |               |            |            |        |          |      |
| Dodji Kodjo Ayigah | Fliegengewicht bis 52 kg | –               | –               | Viliam Tanko | 3:0          | –             | –             | –          | –          | –      | –        |      |
| Anas Messaoudi     | Weltergewicht bis 69 kg  | Vasilii Belous  | 2:1             | –            | –            | –             | –             | –          | –          | –      | –        |      |

## Fechten
| Athleten             | Wettbewerb     | Gruppenphase | Gruppenphase | 1. Runde (32er) | 1. Runde (32er) | Achtelfinale     | Achtelfinale | Viertelfinale | Viertelfinale | Halbfinale / Klassifikation | Halbfinale / Klassifikation | Finale / Platzierung | Finale / Platzierung | Rang |
| Athleten             | Wettbewerb     | Bilanz       | Platzierung  | Gegner          | Ergebnis        | Gegner           | Ergebnis     | Gegner        | Ergebnis      | Gegner                      | Ergebnis                    | Gegner               | Ergebnis             | Rang |
| -------------------- | -------------- | ------------ | ------------ | --------------- | --------------- | ---------------- | ------------ | ------------- | ------------- | --------------------------- | --------------------------- | -------------------- | -------------------- | ---- |
| Frauen               |                |              |              |                 |                 |                  |              |               |               |                             |                             |                      |                      |      |
| Delphine Groslambert | Florett Einzel | 0:5 Siege    | 6            | –               | –               | –                | –            | –             | –             | –                           | –                           | –                    | –                    |      |
| Alexandra Gevaert    | Säbel Einzel   | 2:3 Siege    | 3            | Marion Stoltz   | 15:14           | Olena Krawazka   | 13:15        | –             | –             | –                           | –                           | –                    | –                    |      |
| Männer               |                |              |              |                 |                 |                  |              |               |               |                             |                             |                      |                      |      |
| Seppe van Holsbeke   | Säbel Einzel   | 4:1 Siege    | 1            | Matthias Willau | 15:8            | Fernando Casares | 14:15        | –             | –             | –                           | –                           | –                    | –                    |      |

## Judo
| Athleten             | Wettbewerb         | 1. Runde         | 1. Runde         | 2. Runde             | 2. Runde         | Achtelfinale      | Achtelfinale     | Viertelfinale      | Viertelfinale    | Hoffnungsrunde Halbfinale | Hoffnungsrunde Halbfinale | Halbfinale          | Halbfinale       | Hoffnungsrunde Finale | Hoffnungsrunde Finale | Finale / Kampf um Bronze | Finale / Kampf um Bronze | Rang             |
| Athleten             | Wettbewerb         | Gegner           | Ergebnis         | Gegner               | Ergebnis         | Gegner            | Ergebnis         | Gegner             | Ergebnis         | Gegner                    | Ergebnis                  | Gegner              | Ergebnis         | Gegner                | Ergebnis              | Gegner                   | Ergebnis                 | Rang             |
| -------------------- | ------------------ | ---------------- | ---------------- | -------------------- | ---------------- | ----------------- | ---------------- | ------------------ | ---------------- | ------------------------- | ------------------------- | ------------------- | ---------------- | --------------------- | --------------------- | ------------------------ | ------------------------ | ---------------- |
| Frauen               |                    |                  |                  |                      |                  |                   |                  |                    |                  |                           |                           |                     |                  |                       |                       |                          |                          |                  |
| Charline Van Snick   | Klasse bis 48 kg   | –                | –                | –                    | –                | Leyla Əliyeva     | 100-000          | Dilara Lokmanhekim | 101-000          | –                         | –                         | Irina Dolgowa       | 100-000          | –                     | –                     | Ebru Sahin               | 0010-0001                | Gold             |
| Ilse Heylen          | Klasse bis 52 kg   | –                | –                | Odette Giuffrida     | 0001-0000        | –                 | –                | –                  | –                | –                         | –                         | –                   | –                | –                     | –                     | –                        | –                        |                  |
| Lola Mansour         | Klasse bis 70 kg   | –                | –                | Nino Odzelashvili    | 1011-0000        | Katarzyna Kłys    | 0000-1011        | –                  | –                | –                         | –                         | –                   | –                | –                     | –                     | –                        | –                        |                  |
| Roxane Taeymans      | Klasse bis 70 kg   | –                | –                | Valida Mirzazada     | 101-000          | Kim Polling       | 000-100          | –                  | –                | –                         | –                         | –                   | –                | –                     | –                     | –                        | –                        |                  |
| Sofie de Saedelaere  | Klasse bis 78 kg   | –                | –                | –                    | –                | Guusje Steenhuis  | 0001-1001        | –                  | –                | –                         | –                         | –                   | –                | –                     | –                     | –                        | –                        |                  |
| Männer               |                    |                  |                  |                      |                  |                   |                  |                    |                  |                           |                           |                     |                  |                       |                       |                          |                          |                  |
| Senne Wyns           | Klasse bis 60 kg   | nicht angetreten | nicht angetreten | nicht angetreten     | nicht angetreten | nicht angetreten  | nicht angetreten | nicht angetreten   | nicht angetreten | nicht angetreten          | nicht angetreten          | nicht angetreten    | nicht angetreten | nicht angetreten      | nicht angetreten      | nicht angetreten         | nicht angetreten         | nicht angetreten |
| Jasper Lefevere      | Klasse bis 66 kg   | –                | –                | Remus Lazea          | 0000-0001        | Sebastian Seidl   | 0001-1000        | –                  | –                | –                         | –                         | –                   | –                | –                     | –                     | –                        | –                        |                  |
| Kenneth van Gansbeke | Klasse bis 66 kg   | –                | –                | Colin Oates          | 0001-0011        | –                 | –                | –                  | –                | –                         | –                         | –                   | –                | –                     | –                     | –                        | –                        |                  |
| Sami Chouchi         | Klasse bis 73 kg   | Vadzim Shoka     | 0002-0103        | –                    | –                | –                 | –                | –                  | –                | –                         | –                         | –                   | –                | –                     | –                     | –                        | –                        |                  |
| Dirk van Tichelt     | Klasse bis 73 kg   | –                | –                | Damian Szwarnowiecki | 100-000          | Kiyoshi Uematsu   | 0000-0001        | Nikola Gusic       | 1001-0001        | –                         | –                         | Nugzar Tatalashvili | 0001-0102        | –                     | –                     | Dex Elmont               | 0103-0003                | Bronze           |
| Joachim Bottieau     | Klasse bis 81 kg   | Iwajlo Iwanow    | 0002-1001        | –                    | –                | –                 | –                | –                  | –                | –                         | –                         | –                   | –                | –                     | –                     | –                        | –                        |                  |
| Toma Nikiforov       | Klasse bis 100 kg  | –                | –                | Miklós Cirjenics     | 1002-0001        | Domenico di Guida | 110-000          | Lukáš Krpálek      | 0001-0000        | –                         | –                         | –                   | –                | Karl-Richard Frey     | 100-001               | Jorge Fonseca            | 1000-0001                | Bronze           |
| Benjamin Harmegnies  | Klasse über 100 kg | –                | –                | Jakiw Chammo         | 0001-0101        | –                 | –                | –                  | –                | –                         | –                         | –                   | –                | –                     | –                     | –                        | –                        |                  |

## Kanu
| Athleten             | Wettbewerb | Vorlauf    | Vorlauf | Halbfinale | Halbfinale | Finale     | Finale | Rang |
| Athleten             | Wettbewerb | Zeit (min) | Rang    | Zeit (min) | Rang       | Zeit (min) | Rang   | Rang |
| -------------------- | ---------- | ---------- | ------- | ---------- | ---------- | ---------- | ------ | ---- |
| Frauen               |            |            |         |            |            |            |        |      |
| Lize Broekx          | K1 500 m   | 1:55,356   | 14      | 1:53,113   | 14         | 2:08,829   | 13     | 13   |
| Lize Broekx          | K1 5000 m  |            |         |            |            | 23:30,600  | 6      | 6    |
| Männer               |            |            |         |            |            |            |        |      |
| Jonathan Delombaerde | K1 200 m   | 0:35,891   | 11      | 0:34,997   | 4          | 0:36,850   | 8      | 8    |
| Laurens Pannecoucke  | K1 1000 m  | 3:39,673   | 11      | 3:29,689   | 16         | 3:36,092   | 12     | 12   |
| Laurens Pannecoucke  | K1 5000 m  |            |         |            |            | 21:29,569  | 8      | 8    |

## Karate
| Athleten    | Wettbewerb        | Gruppenphase                                  | Gruppenphase | Halbfinale | Halbfinale | Finale/Kampf um Bronze | Finale/Kampf um Bronze | Rang |
| Athleten    | Wettbewerb        | Gegner                                        | Ergebnis     | Gegner     | Ergebnis   | Gegner                 | Ergebnis               | Rang |
| ----------- | ----------------- | --------------------------------------------- | ------------ | ---------- | ---------- | ---------------------- | ---------------------- | ---- |
| Frauen      |                   |                                               |              |            |            |                        |                        |      |
| Nele de Vos | Kumite über 61 kg | Irene Colomar Costa Lucie Ignace Tjaša Ristič | 1:0 0:2 0:7  | –          | –          | –                      | –                      |      |

## Radsport

### BMX
| Athleten             | Wettbewerb | Qualifikation    | Qualifikation    | Viertelfinale    | Viertelfinale    | Halbfinale       | Halbfinale       | Finale           | Finale           | Rang             |
| Athleten             | Wettbewerb | Zeit             | Rang             | Punkte           | Rang             | Zeit             | Rang             | Zeit             | Rang             | Rang             |
| -------------------- | ---------- | ---------------- | ---------------- | ---------------- | ---------------- | ---------------- | ---------------- | ---------------- | ---------------- | ---------------- |
| Frauen               |            |                  |                  |                  |                  |                  |                  |                  |                  |                  |
| Jone Vangoidsenhoven | Race       | nicht angetreten | nicht angetreten | nicht angetreten | nicht angetreten | nicht angetreten | nicht angetreten | nicht angetreten | nicht angetreten | nicht angetreten |
| Elke Vanhoof         | Race       | 37,274 s         | 1                | 7                | 3                | –                | –                | 51,360 s         | 7                | 7                |
| Männer               |            |                  |                  |                  |                  |                  |                  |                  |                  |                  |
| Ghinio van de Weyer  | Race       | 35,556 s         | 24               | 18               | 6                | –                | –                | –                | –                |                  |

### Mountainbike
| Athleten    | Wettbewerb    | Zeit (h)             | Rang                 |
| ----------- | ------------- | -------------------- | -------------------- |
| Männer      |               |                      |                      |
| Jeff Luyten | Cross-Country | Rennen nicht beendet | Rennen nicht beendet |
| Sven Nys    | Cross-Country | 1:52:31              | 23                   |

### Straße
| Athleten          | Wettbewerb      | Zeit                 | Rang                 |
| ----------------- | --------------- | -------------------- | -------------------- |
| Frauen            |                 |                      |                      |
| Jessie Daams      | Straßenrennen   | 3:25:53              | 16                   |
| Sofie de Vuyst    | Straßenrennen   | 3:25:53              | 12                   |
| Kelly Druyts      | Straßenrennen   | 3:34:09              | 43                   |
| Ann-Sophie Duyck  | Straßenrennen   | 3:34:09              | 48                   |
| Ann-Sophie Duyck  | Einzelzeitfahrt | 34:05,21             | 7                    |
| Elena Kuchinskaya | Straßenrennen   | 3:34:09              | 51                   |
| Männer            |                 |                      |                      |
| Tiesj Benoot      | Straßenrennen   | Rennen nicht beendet | Rennen nicht beendet |
| Tom Boonen        | Straßenrennen   | 5:27:29              | 6                    |
| Bart de Clercq    | Straßenrennen   | 5:33:56              | 43                   |
| Jens Keukeleire   | Straßenrennen   | 5:28:26              | 19                   |
| Stijn Vandenbergh | Straßenrennen   | Rennen nicht beendet | Rennen nicht beendet |
| Maarten Wijnants  | Straßenrennen   | Rennen nicht beendet | Rennen nicht beendet |

## Schießen
| Athleten            | Klasse  | Wettbewerb                           | Qualifikation   | Qualifikation | Finale          | Finale | Rang |
| Athleten            | Klasse  | Wettbewerb                           | Ringe/ Scheiben | Rang          | Ringe/ Scheiben | Rang   | Rang |
| ------------------- | ------- | ------------------------------------ | --------------- | ------------- | --------------- | ------ | ---- |
| Frauen              |         |                                      |                 |               |                 |        |      |
| Stephanie Vercrusse | Gewehr  | Luftgewehr 10 m                      | 403,7           | 37            | –               | –      |      |
| Stephanie Vercrusse | Gewehr  | Kleinkaliber Dreistellungskampf 50 m | 568             | 29            | –               | –      |      |
| Manon Hamblenne     | Pistole | Luftpistole 10 m                     | 366             | 30            | 137,7           | 5      | 5    |
| Männer              |         |                                      |                 |               |                 |        |      |
| Lionel Cox          | Gewehr  | Kleinkaliber liegend 50 m            | 613,5           | 19            | –               | –      |      |

## Taekwondo
| Athleten         | Wettbewerb       | Achtelfinale      | Achtelfinale | Viertelfinale | Viertelfinale | Hoffnungsrunde Halbfinale | Hoffnungsrunde Halbfinale | Halbfinale   | Halbfinale | Hoffnungsrunde Finale / Bronzekampf | Hoffnungsrunde Finale / Bronzekampf | Finale | Finale   | Rang   |
| Athleten         | Wettbewerb       | Gegner            | Ergebnis     | Gegner        | Ergebnis      | Gegner                    | Ergebnis                  | Gegner       | Ergebnis   | Gegner                              | Ergebnis                            | Gegner | Ergebnis | Rang   |
| ---------------- | ---------------- | ----------------- | ------------ | ------------- | ------------- | ------------------------- | ------------------------- | ------------ | ---------- | ----------------------------------- | ----------------------------------- | ------ | -------- | ------ |
| Frauen           |                  |                   |              |               |               |                           |                           |              |            |                                     |                                     |        |          |        |
| Indra Craen      | Klasse bis 49 kg | Tijana Bogdanović | 5:9          | –             | –             | Lucija Zaninović          | 3:7                       | –            | –          | –                                   | –                                   | –      | –        |        |
| Männer           |                  |                   |              |               |               |                           |                           |              |            |                                     |                                     |        |          |        |
| Si Mohamed Ketbi | Klasse bis 58 kg | Eryk Rodzik       | 18:6         | Max Cater     | 13:3          | –                         | –                         | Rui Bragança | 4:11       | Məhəmməd Məmmədov                   | 5:4                                 | –      | –        | Bronze |
| Jaouad Achab     | Klasse bis 68 kg | Claudio Treviso   | 10:13        | –             | –             | –                         | –                         | –            | –          | –                                   | –                                   | –      | –        |        |

## Tischtennis
| Athleten          | Wettbewerb | 1. Runde          | 1. Runde | 2. Runde          | 2. Runde | Achtelfinale | Achtelfinale | Viertelfinale | Viertelfinale | Halbfinale | Halbfinale | Finale/Spiel um Platz 3 | Finale/Spiel um Platz 3 | Rang |
| Athleten          | Wettbewerb | Gegner            | Ergebnis | Gegner            | Ergebnis | Gegner       | Ergebnis     | Gegner        | Ergebnis      | Gegner     | Ergebnis   | Gegner                  | Ergebnis                | Rang |
| ----------------- | ---------- | ----------------- | -------- | ----------------- | -------- | ------------ | ------------ | ------------- | ------------- | ---------- | ---------- | ----------------------- | ----------------------- | ---- |
| Frauen            |            |                   |          |                   |          |              |              |               |               |            |            |                         |                         |      |
| Lisa Lung         | Einzel     | Ni Xialian        | 0:4      | –                 | –        | –            | –            | –             | –             | –          | –          | –                       | –                       |      |
| Männer            |            |                   |          |                   |          |              |              |               |               |            |            |                         |                         |      |
| Cedric Nuytinck   | Einzel     | Kalinikos Kreanga | 3:4      | –                 | –        | –            | –            | –             | –             | –          | –          | –                       | –                       |      |
| Jean-Michel Saive | Einzel     | Kirill Skatschkow | 4:1      | Kristian Karlsson | 1:4      | –            | –            | –             | –             | –          | –          | –                       | –                       |      |

## Triathlon
| Athleten           | Wettbewerb | Zeit (h) | Rang |
| ------------------ | ---------- | -------- | ---- |
| Frauen             |            |          |      |
| Charlotte Deldaele | Einzel     | 2:07:42  | 24   |
| Sofie Hooghe       | Einzel     | 2:07:26  | 22   |
| Claire Michel      | Einzel     | 2:04:10  | 8    |
| Männer             |            |          |      |
| Peter Denteneer    | Einzel     | 1:53:45  | 30   |

## Turnen

### Akrobatik
| Athletinnen                                    | Wettbewerb           | Qualifikation | Qualifikation | Finale | Finale | Rang   |
| Athletinnen                                    | Wettbewerb           | Punkte        | Rang          | Punkte | Rang   | Rang   |
| ---------------------------------------------- | -------------------- | ------------- | ------------- | ------ | ------ | ------ |
| Kaat Dumarey Julie Van Gelder Ineke Van Schoor | Gruppe Mehrkampf     | –             | –             | 86,480 | 1      | Gold   |
| Kaat Dumarey Julie Van Gelder Ineke Van Schoor | Gruppe Balance       | 29,090        | 1             | 28,700 | 1      | Gold   |
| Kaat Dumarey Julie Van Gelder Ineke Van Schoor | Gruppe Dynamik       | 28,730        | 2             | 28,480 | 1      | Gold   |
| Yana Vastavel Solano Cassamajor                | Mixed Paar Mehrkampf | –             | –             | 86,180 | 2      | Silber |
| Yana Vastavel Solano Cassamajor                | Mixed Paar Balance   | 28,930        | 2             | 29,760 | 2      | Silber |
| Yana Vastavel Solano Cassamajor                | Mixed Paar Dynamik   | 28,590        | 2             | 28,690 | 2      | Silber |

### Geräteturnen
| Athletinnen      | Wettbewerb           | Sprung | Sprung | Stufenbarren | Stufenbarren | Boden  | Boden | Schwebebalken | Schwebebalken | Gesamt  | Gesamt |
| Athletinnen      | Wettbewerb           | Punkte | Rang   | Punkte       | Rang         | Punkte | Rang  | Punkte        | Rang          | Punkte  | Rang   |
| ---------------- | -------------------- | ------ | ------ | ------------ | ------------ | ------ | ----- | ------------- | ------------- | ------- | ------ |
| Frauen           |                      |        |        |              |              |        |       |               |               |         |        |
| Gaelle Mys       | Qualifikation        | –      | –      | 12,100       | 31           | 13,500 | 15    | 13,600        | 8             | 53,066  | 16     |
| Cindy Vandenhole | Qualifikation        | –      | –      | 13,366       | 17           | 11,166 | 61    | 13,333        | 14            | 51,698  | 25     |
| Lisa Verschueren | Qualifikation        | –      | –      | 13,400       | 15           | 11,633 | 51    | 13,600        | 6             | 52,333  | 22     |
| Mannschaft       | Mehrkampf Mannschaft | 27,699 | 13     | 26,766       | 6            | 27,200 | 3     | 25,133        | 12            | 106,798 | 10     |
| Gaelle Mys       | Mehrkampf Einzel     | 13,766 | 10     | 13,233       | 7            | 13,300 | 7     | 13,500        | 6             | 53,799  | 6      |
| Lisa Verschueren | Boden                | –      | –      | –            | –            | 13,566 | 4     | –             | –             | –       | –      |

| Athleten            | Wettbewerb           | Boden  | Boden | Pauschenpferd | Pauschenpferd | Ringe  | Ringe | Sprung | Sprung | Barren | Barren | Reck   | Reck | Gesamt  | Gesamt |
| Athleten            | Wettbewerb           | Punkte | Rang  | Punkte        | Rang          | Punkte | Rang  | Punkte | Rang   | Punkte | Rang   | Punkte | Rang | Punkte  | Rang   |
| ------------------- | -------------------- | ------ | ----- | ------------- | ------------- | ------ | ----- | ------ | ------ | ------ | ------ | ------ | ---- | ------- | ------ |
| Männer              |                      |        |       |               |               |        |       |        |        |        |        |        |      |         |        |
| Gilles Gentges      | Qualifikation        | 13,466 | 53    | 12,400        | 59            | 13,133 | 45    | –      | –      | 13,800 | 35     | 13,366 | 51   | 79,731  | 41     |
| Luka Van den Keybus | Qualifikation        | 12,966 | 62    | 11,700        | 65            | 13,300 | 36    | –      | –      | 13,666 | 39     | 14,200 | 18   | 78,998  | 44     |
| Jimmy Verbaeys      | Qualifikation        | 14,033 | 32    | 13,033        | 41            | 12,933 | 52    | –      | –      | 13,966 | 31     | 14,066 | 22   | 81,797  | 26     |
| Mannschaft          | Mannschaft Mehrkampf | 27,499 | 18    | 25,433        | 18            | 26,433 | 20    | 27,332 | 23     | 27,766 | 13     | 28,266 | 10   | 162,729 | 18     |
| Jimmy Verbaeys      | Mehrkampf Einzel     | 14,300 | 12    | 13,800        | 10            | 12,200 | 18    | 12,866 | 18     | 14,633 | 7      | 13,866 | 9    | 81,665  | 16     |

### Trampolin
| Athleten           | Wettbewerb | Qualifikation | Qualifikation | Finale | Finale | Rang |
| Athleten           | Wettbewerb | Punkte        | Rang          | Punkte | Rang   | Rang |
| ------------------ | ---------- | ------------- | ------------- | ------ | ------ | ---- |
| Männer             |            |               |               |        |        |      |
| Ben Van Overberghe | Einzel     |               |               | –      | –      |      |

## Volleyball
| Wettbewerb             | Frauen | Männer |
| ---------------------- | --- | --- |
| Athleten               | Freya Aelbrecht Jasmien Biebauw Maud Catry Sarah Cools Valérie Courtois Kaja Grobelna Laura Heyrman Charlotte Leys Britt Ruysschaert Dominika Strumilo Ilka Van de Vyver Lise Van Hecke Els Vandesteene Jolien Wittock | Jolan Cox Sander Depovere Dries Heyrman Niels Huysegoms Lou Kindt Yves Kruyner François Lecat Simon Peeters Berre Peters Tomas Rousseaux Lowie Stuer Arno van de Velde Robbe Vandeweyer                              |
| Gruppenphase           | Polen 3:2 (25:22, 21:25, 23:25, 25:22, 16:14) Aserbaidschan 3:2 (21:25, 25:22, 20:25, 25:22, 6:15) Türkei 0:3 (16:25, 15:25, 18:25) Rumänien 3:0 (25:21, 25:21, 25:23) Italien 0:3 (22:25, 20:25, 20:25)               | Deutschland 0:3 (22:25, 11:25, 21:25) Slowakei 1:3 (22:25, 25:19, 21:25, 19:25) Italien 3:2 (26:24, 16:25, 25:19, 12:25, 15:13) Russland 0:3 (18:25, 18:25, 23:25) Bulgarien 2:3 (16:25, 25:23, 20:25, 25:23, 11:15) |
| Viertelfinale          | Serbien 2:3 (22:25, 25:19, 14:25, 15:21, 17:19) | ausgeschieden |
| Halbfinale             | ausgeschieden | ausgeschieden |
| Finale/Spiel um Bronze | ausgeschieden | ausgeschieden |
| Platzierung            | 5. | 9. |

## Wassersport

### Schwimmen
Hier fanden Jugendwettbewerbe statt. Bei den Frauen ist das die U17 (Jahrgang 1999) und bei den Männern die U19 (Jahrgang 1997).
| Athleten                                                                       | Wettbewerb          | Vorlauf     | Vorlauf | Halbfinale  | Halbfinale | Finale      | Finale | Rang |
| Athleten                                                                       | Wettbewerb          | Zeit        | Rang    | Zeit        | Rang       | Zeit        | Rang   | Rang |
| ------------------------------------------------------------------------------ | ------------------- | ----------- | ------- | ----------- | ---------- | ----------- | ------ | ---- |
| Frauen                                                                         |                     |             |         |             |            |             |        |      |
| Lotte Goris                                                                    | 100 m Freistil      | 57,58 s     | 17      | 56,38 s     | 4          | 57,12 s     | 6      | 6    |
| Lotte Goris                                                                    | 200 m Lagen         | 2:19,67 min | 9       | 2:19,46 min | 9          | -           | -      |      |
| Lotte Goris                                                                    | 400 m Lagen         | 4:54,30 min | 5       | -           | -          | 4:54,48 min | 7      | 7    |
| Lise Michels                                                                   | 100 m Brust         | 1:12,09 min | 14      | 1:12,30 min | 15         | -           | -      |      |
| Lise Michels                                                                   | 200 m Brust         | 2:34,99 min | 11      | 2:35,25 min | 10         | -           | -      |      |
| Männer                                                                         |                     |             |         |             |            |             |        |      |
| Alexis Borisavljevic                                                           | 100 m Freistil      | 51,29 s     | 19      | 51,15 s     | 13         | -           | -      |      |
| Alexis Borisavljevic                                                           | 200 m Freistil      | 1:52,55 min | 19      | -           | -          | -           | -      |      |
| Valentin Borisavljevic                                                         | 100 m Freistil      | 51,64 s     | 31      | -           | -          | -           | -      |      |
| Valentin Borisavljevic                                                         | 200 m Freistil      | 1:51,83 min | 11      | 1:52,90 min | 14         | -           | -      |      |
| Basten Caerts                                                                  | 100 m Brust         | 1:02,68 min | 6       | 1:02,34 min | 5          | 1:02,28 min | 6      | 6    |
| Basten Caerts                                                                  | 200 m Brust         | 2:15,47 min | 7       | 2:13,76 min | 5          | 2:14,20 min | 6      | 6    |
| Thomas Dal                                                                     | 200 m Lagen         | 2:08,72 min | 30      | -           | -          | -           | -      |      |
| Thomas Dal                                                                     | 400 m Lagen         | 4:26,67 min | 10      | -           | -          | -           | -      |      |
| Thomas Thijs                                                                   | 100 m Freistil      | 51,34 s     | 22      | -           | -          | -           | -      |      |
| Thomas Thijs                                                                   | 200 m Freistil      | 1:51,96 min | 13      | 1:54,29 min | 16         | -           | -      |      |
| Alexander Trap                                                                 | 200 m Freistil      | 1:54,36 min | 30      | -           | -          | -           | -      |      |
| Alexander Trap                                                                 | 400 m Freistil      | 4:02,09 min | 32      | -           | -          | -           | -      |      |
| Dries Vangoetsenhoven                                                          | 100 m Freistil      | 52,06 s     | 43      | -           | -          | -           | -      |      |
| Dries Vangoetsenhoven                                                          | 50 m Schmetterling  | 24,70 s     | 18      | 24,73 s     | 15         | -           | -      |      |
| Dries Vangoetsenhoven                                                          | 100 m Schmetterling | 55,09 s     | 12      | 54,28 s     | 8          | 54,16 s     | 8      | 8    |
| Logan Vanhuys                                                                  | 400 m Freistil      | 4:01,03 min | 28      | -           | -          | -           | -      |      |
| Logan Vanhuys                                                                  | 800 m Freistil      | -           | -       | -           | -          | 8:21,91 min | 18     | 18   |
| Logan Vanhuys                                                                  | 200 m Schmetterling | 2:10,71 min | 32      | -           | -          | -           | -      |      |
| Logan Vanhuys                                                                  | 400 m Lagen         | 4:39.56 min | 37      | -           | -          | -           | -      |      |
| Alexis Borisavljevic Valentin Borisavljevic Thomas Thijs Dries Vangoetsenhoven | 4×100 m Freistil    | 3:24,71 min | 6       | -           | -          | 3:24,18 min | 7      | 7    |
| Alexis Borisavljevic Valentin Borisavljevic Alexander Trap Thomas Thijs        | 4×200 m Freistil    | 7:29,91 min | 6       | -           | -          | 7:26,95 min | 6      | 6    |